# Подгаев, Григорий Ефимович
Григо́рий Ефи́мович Подга́ев (9 июля 1920, Хабаровск, РСФСР — 25 мая 1990, Хабаровск, Хабаровский край, РСФСР, СССР) — советский партийный и государственный деятель. В разные годы занимал посты первого секретаря Еврейского обкома КПСС (1962—1970), председателя Еврейского облисполкома (1961—1962) и Хабаровского крайисполкома (1970—1981), а также посты первых секретарей нескольких городских комитетов партии.

## Биография
Родился в 1920 году. В 1940 году экстерном окончил Томский индустриальный институт, в 1940—1942 годах — технолог Уральского вагоностроительного завода, сменный мастер Новокраматорского завода, мастер, начальник смены.
Участник Великой Отечественной войны, с 1942 по 1945 год служил в рядах Красной Армии. Член ВКП(б) с 1942 года.
С 1945 года — инструктор Хабаровского краевого комитета ВКП(б). Затем — 1-й секретарь Индустриального районного комитета ВКП(б), 1-й секретарь Вяземского районного комитета КПСС. С 1958 года — заведующий Отделом Хабаровского краевого комитета КПСС. До марта 1961 года — 1-й секретарь Хабаровского городского комитета КПСС. В том же году окончил Высшую партийную школу при ЦК КПСС.
В 1961—1962 годах — председатель Еврейского областного исполнительного комитета. В 1962—1970 годах — первый секретарь Еврейского областного комитета КПСС. В 1970—1981 годах — первый секретарь Хабаровского краевого комитета КПСС.
С 30 декабря 1983 года — председатель Хабаровского краевого комитета ветеранов войны.
Депутат Верховного Совета СССР 7—10 созывов.

Могила Подгаева Григория Ефимовича на Центральном кладбище Хабаровска.

Мемориальная доска на здании бывшего Хабаровского крайисполкома и крайкома КПСС.

Умер в Хабаровске 25 мая 1990 года.

## Память
27 апреля 2000 года в Хабаровске на здании Законодательной Думы края была открыта мемориальная доска в честь Григория Подгаева.

## Награды
- Орден Ленина (1966)
- Орден Октябрьской Революции
- Орден Трудового Красного Знамени (8.07.1980)[3]
- Орден Отечественной войны I степени (1985)
- Орден Красной Звезды
- Две медали «За отвагу» (1944, 1945)
- Другие медали СССР